# Гимназия Янович
Гимназия Янович женская частная гимназия в Таганроге, открытая Н. И. Янович в 1906 году.

## История
Женская частная гимназия была открыта 27 сентября 1906 года (14 сентября по старому стилю) педагогом Натальей Ивановной Янович (1857 — 1932), окончившей Мариинскую гимназию и Бестужевские курсы в Санкт-Петербурге.
Гимназия Янович находилась в арендуемом доме по адресу Греческая улица 56. Гимназия славилась не только в Таганроге, но и за его пределами умелой организацией учебного процесса и доброжелательной обстановкой. В гимназии Янович работали лучшие педагоги города: А. А. Кутуков, В. Г. Молла, Б. Н. Кубицкий, О. Д. Толстая и другие.
В гимназии было 7 основных классов, два приготовительных (младший и старший) и общежитие. Плата за обучение равнялась 100 рублям в год, при стоимости годового обучения в Мариинской женской гимназии в 80 рублей и стоимости 10 рублей в год в Высшем начальном 4-классном женском училище.
В 1920 году гимназия Янович была преобразована в Единую трудовую школу № 1, которая размещалась в квартире Янович (ныне ул. Шмидта 21). Вскоре бывшая владелица гимназии была отстранена от заведования школой и выселена из дома.